# Rejon wierchowiński (do 2020)
Rejon wierchowiński – rejon w składzie obwodu iwanofrankiwskiego.
Rejon utworzono w 1966, jego powierzchnia wynosi 1260 km², a ludność liczy 30 000 osób. Władze rejonu znajdują się w Wierchowinie.

## Spis miejscowości
- Bereźnica (Бережниця)
- Berwinkowa (Барвінків)
- Biła Riczka (Біла Річка)
- Białoberezka (Білоберізка)
- Bukowiec (Буковець)
- Burkut (Буркут)
- Bystrzec (Бистрець)
- Chorocowa (Хороцеве)
- Czarna Riczka (Чорна Річка)
- Czeremoszna (Черемошна)
- Czeretiw (Черетів)
- Dołhopole (Довгополе)
- Dzembronia (Дземброня)
- Hołoszyna (Голошина)
- Hołowy (Голови)
- Hramotne (Грамотне)
- Hryniawa (Гринява)
- Ilcia (Ільці)
- Jabłonica (Яблуниця)
- Jasienów Górny (Верхній Ясенів)
- Jawornik (Явірник)
- Kochan (Кохан)
- Krasnoiła (Красноїлля)
- Kraśnik (Красник)
- Krywopole (Кривопілля)
- Krzyworównia (Криворівня)
- Perechrestne (Перехресне)
- Polanki (Полянки)
- Probijniwka (Пробійнівка)
- Riwnia (Рівня)
- Seńkiwśke (Сеньківське)
- Staiszcze (Стаїще)
- Stebne (Стебні)
- Stoupnie Wielkie (Стовпні)
- Szybeny (Шибене)
- Topilcze (Топільче)
- Uścieryki (Устеріки)
- Wełykyj Chodak (Великий Ходак)
- Wierchowina (Żabie) (Верховина)
- Wipcze (Віпче)
- Wołowa (Волова)
- Wygoda (Вигода)
- Za Magórą (Замагора)
- Zełene (Зелене)